# Лепорелло
Лепорелло — термин филокартии, обозначающий открытку (набор открыток), где изображения прикреплены друг к другу длинными сторонами, образуя «гармошку». Термин появился в немецкоязычной литературе по филокартии в конце 1980-х годов. Этимология термина восходит к опере В. А. Моцарта «Дон Жуан», к той сцене, где слуга Дон Жуана по имени Лепорелло демонстрирует внушительный список любовных побед своего хозяина, разворачивая его через всю сцену. Поскольку разворачивать такой список, свёрнутый в свиток, весьма неудобно для артиста, часто в постановках оперы он участвует, сложенный «гармошкой».

## Наборы открыток лепорелло
Под лепорелло понимается набор стандартных почтовых открыток, напечатанных на едином листе бумаги, и сфальцованных наподобие мехов гармони, то есть таким способом, чтобы открытки прилегали друг к другу длинными сторонами. В виде лепорелло обычно выпускаются сувенирные открытки, открытки с видами одного города или с интерьерами одного дворца, с портретами, объединёнными общим замыслом, (например, членов королевской фамилии). Также в виде лепорелло могут издаваться рекламные буклеты, программки спектаклей, другая полиграфическая продукция.

## Открытки лепорелло
Также называются «плиссе». Имели широкое распространение в конце XIX — начале XX веков. В настоящее время являются ценным коллекционным материалом. Такие открытки включают в себя небольшой (по сравнению с величиной открытки) конвертик, который открывается и закрывается вручную. Внутри конвертика прячется приклеенная за один конец миниатюрная гармошка с несколькими (от 4 до 12) фотоизображениями. Когда откидная створка открыта, крошечная папка может быть разложена для того, чтобы рассмотреть картинки. Традиционно конвертики для лепорелло, прячущиеся где-то в пределах открытки, оформлялись как деталь общего изображения на открытке. Использовался ряд забавных способов, например:
- сумка почтальона;
- почтовый ящик;
- рюкзак солдата, котомка паломника, чемодан в руках у вокзального носильщика;
- раскрывшийся багаж упавшего гражданина;
- багажный кофр экипажа, автомобиля, аэроплана и даже дирижабля;
- почтовый вагон;
- альбом, предлагаемый улыбающейся с открытки красавицей или наряженным ребёнком;
- фотоаппарат на треноге, где в роли фотографа выступает франтоватый джентльмен или милая барышня[2].

В Германии и Швеции в начале XX века выпускались заготовки для открыток лепорелло. На таких заготовках уже было напечатано изображение почтальона и сделан конвертик. Заказчику оставалось только нанести на открытку название своего города и приклеить внутрь конвертика «гармошку» с видами. После этого открытка была готова к продаже. В результате на свет иногда появлялись курьёзные открытки, где почтальон, одетый в форму немецкого почтового ведомства, предлагал виды, например, Кисловодска.

## Лепорелло в скрапбукинге
Заготовки открыток лепорелло используются в скрапбукинге для приклеивания фотографий, рисунков, памятных вещиц, декоративных элементов с целью создания памятного или подарочного альбома. Аналогичным образом можно сложить и шпаргалку.